# 이더타입
이더타입(EtherType)은 이더넷 프레임의 2옥텟 필드이다. 프레임 페이로드에 어떤 프로토콜이 캡슐화되는지 나타내는 데 사용되며, 수신 측 데이터 링크 계층에서 페이로드 처리 방식을 결정하는 데 사용된다. 또한 일부 이더넷 프레임의 크기를 나타내는 데에도 동일한 필드가 사용된다.
이더타입은 802.1Q VLAN 태깅의 기반으로 사용되며, VLAN에서 전송된 패킷을 캡슐화하여 이더넷 트렁크를 통해 다른 VLAN 트래픽과 다중화하여 전송한다.
이더타입은 이더넷 II 프레이밍 표준에 의해 처음 정의되었으며, 이후 IEEE 802.3 표준에 맞춰 수정되었다. 이더타입 값은 IEEE 등록 기관(RA)에서 할당한다.

## 개요

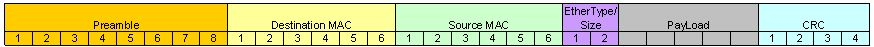
이더넷 필드를 포함하는 이더넷 프레임이다. 각 하위 슬롯은 옥텟을 지정하며, 이더넷은 두 옥텟 길이이다.

최신 이더넷 구현에서는 이더타입을 설명하는 데 사용되는 이더넷 프레임 내 필드를 이더넷 프레임의 페이로드 크기를 나타내는 데에도 사용할 수 있다. 과거에는 이더넷 세그먼트에서 사용되던 이더넷 프레이밍 유형에 따라 두 가지 해석이 동시에 유효하여 모호성이 발생할 수 있었다. 이더넷 II 프레이밍은 이러한 옥텟을 이더타입을 나타내는 것으로 간주했지만, 원래 IEEE 802.3 프레이밍은 이러한 옥텟을 페이로드의 바이트 크기를 나타내는 것으로 간주했다.
동일한 이더넷 세그먼트에서 이더넷 II와 IEEE 802.3 프레이밍을 사용할 수 있도록 통합 표준인 IEEE 802.3x-1997이 도입되었다. 이 표준에서는 이더타입 값이 1536 이상이어야 한다고 규정했다. 이 값은 이더넷 802.3 프레임의 데이터 필드의 최대 길이(MTU)가 1500바이트이고, 1536은 16진수 숫자 체계에서 600으로 표현되기 때문에 선택되었다. 따라서 이 필드의 값이 1500 이하이면 해당 필드가 이더넷 프레임의 페이로드 크기로 사용됨을 나타내고, 1536 이상이면 해당 필드가 이더타입을 나타내는 데 사용됨을 나타낸다. 1501부터 1535까지의 값(포함)에 대한 해석은 정의되어 있지 않는다.
프레임의 끝은 유효한 프레임 검사 시퀀스와 그에 따른 반송파 손실, 또는 특정 이더넷 물리 계층의 회선 코딩 체계에 있는 특수 기호나 시퀀스에 의해 표시된다. 따라서 프레임의 길이가 항상 이더넷 프레임에 값으로 인코딩될 필요는 없다. 그러나 이더넷 프레임의 최소 페이로드가 46바이트이므로, 이더타입을 사용하는 프로토콜은 프레임 수신자가 해당 프로토콜의 짧은 패킷(허용되는 경우)의 길이를 파악하는 데 필요한 경우 자체 길이 필드를 포함해야 한다.

## 같이 보기
- 포트 (컴퓨터 네트워킹)